# Valleroy (Doubs)
 Valleroy  es una población y comuna francesa, en la región de Franco Condado, departamento de Doubs, en el distrito de Besançon y cantón de Marchaux.

## Demografía
| 44 | 36 | 31 | 55 | 75 | 72 |
| Para los censos de 1962 a 1999 la población legal corresponde a la población sin duplicidades (Fuente: INSEE [Consultar]) |    |    |    |    |    |